# アクションフィギュア
アクションフィギュア (action figure) は、狭義には可動式の関節を持った人間型の素体に、縫製品の衣装を組み合わせたフィギュアである。
広義には可動式の関節部を備えたフィギュア全般である。

## 歴史

### 1960年代～1970年代
1964年、米ハズブロ社が『G.I.ジョー』を発売するにあたり、それまで女児向け玩具とされていた「人形（doll）」を男児向け玩具として再定義するために生み出されたのが「アクションフィギュア（action figure）」という用語である。従って、「アクションフィギュア」というコンセプトの発明者は、『G.I.ジョー』の生みの親であるスタンリー・ウェストンである。当時、ハズブロ以外のメーカーは同様の商品を『boy's dolls』などと呼んでいた。
『G.I.ジョー』の構造などはハズブロの特許だったが、ハズブロは米国外のマーケットの企業にも積極的に製品のライセンスを供与したため、『G.I.ジョー』タイプの玩具は世界的な人気を得た。各地のライセンシー企業は、ハズブロが米国市場向けに製造したものと同じ服装とアクセサリーを販売していたが、それに加えて、現地市場に合わせた独自展開を行っていた。例えば日本市場では、ハズブロよりライセンスを得て英国で『アクションマン』を製造していたパリートイから更にサブライセンスを受けたツクダが日本市場向けの『アクションマン』の製造・販売を行っていた。また、ハズブロより『G.I.ジョー』のライセンスを受けたタカラもアクションフィギュアの製造についてメディコム・トイにサブライセンスを発行している。
タカラは、1969年よりハズブロ社から日本市場における『GIジョー』の製造販売のライセンスを受けていたが、そのライセンスを利用して1971年より『正義の味方』シリーズを展開し、さらに1972年より『GIジョー』の胴体と透明プラスチックを組み合わせた『変身サイボーグ』シリーズのアクションフィギュアも製造した。また、1970年代のオイルショックに際し、他のアクションフィギュアメーカーと同様に11.5インチの大型フィギュアの製造コストに苦しんだタカラは、サイボーグシリーズの小型版として3.75インチのフィギュアを開発し、1974年より『ミクロマン』として販売した。ミクロマンシリーズは、パーツを交換可能と言う点でも斬新だった。タカラのこれらの製品により、ミニアクションフィギュアと変形ロボット玩具の基礎が築かれた。タカラは、ミクロマンのパイロットが乗れる12インチサイズのロボットである『ロボットマン』や、 3インチの『ミニロボットマン』など、よりロボットらしい見た目のミクロマンシリーズの派生キャラクターを生産し始めた。これらの玩具もパーツが交換可能であり、キャラクターの変形と合体に重点が置かれていた。
1971年、MEGO（メゴ社、ミーゴ社）はアメリカのマーベルおよびDCコミックよりライセンスを受け、『スーパーヒーロー』シリーズのフィギュアの製造を開始した。これは大ヒットとなり、今日ではコレクターズアイテムとしても高く評価されている。彼らは『ミクロマン』シリーズを『Micronauts（マイクロノーツ）』の名称で米国に持ち込んだことでも知られるが、1976年にスターウォーズの玩具の製造ライセンスをケナー社に奪われた後、MEGOは市場を失い1980年代に倒産した。ケナーの『スターウォーズ』の大ヒットにより、以後のミニフィギュアのサイズは3.75インチが業界標準となった。『スターウォーズ』関連製品の売り上げに牽引される形で、コレクティブなアクションフィギュアは、映画スタジオにとってすぐに数百万ドル規模の二次ビジネスとなった。

### 1980年代～1990年代
1980年代には、さまざまな人気アクションフィギュアシリーズが誕生した。その多くはアニメ作品をベースとしており、アニメは玩具会社にとって最強のマーケティングツールの1つだった。米国におけるヒットシリーズとしては、『マスターズ・オブ・ユニバース』、『G.I.ジョー』、『サンダーキャッツ』、『リアルゴーストバスターズ』、『スーパーパワーズ』などが挙げられる。80年代初頭、ガンダムなどのロボットアニメの人気が急上昇したことから、タカラは『ミクロマン』シリーズを『ミクロロボット』として再興し、「サイボーグアクションフィギュア」というコンセプトから「生きているロボット」というコンセプトへと移行した。これが、ロボットに「変形」できる物体である『ミクロチェンジ』シリーズの玩具へとつながった。1984年、ハズブロはタカラの『ミクロチェンジ』と、これとは別のシリーズである『ダイアクロン』の変形カーのライセンスを取得し、米国でこれらを組み合わせて『トランスフォーマー』として発売し、現在まで続くアニメシリーズを生み出した。
1980年代末になると、「展示用」や「コレクション用」として、玩具を買い集めて開封せずに元のパッケージのまま保管するコレクターがどんどん現れ始め、これがアクションフィギュアの玩具市場への氾濫へとつながった。1980年代後半から1990年代前半に最も人気のあるアクションフィギュアの1つだった『Teenage Mutant Ninja Turtles』は、非常に大量に生産されたため、ほとんどのフィギュアは市場でも価格が暴落している。1990年代半ばには、『Star Wars』の新たなフィギュアのシリーズが登場し、『スポーン』のフィギュアがおもちゃ屋の棚に溢れ、アクションフィギュアはもはや子供だけのものではないことを証明した。一方この頃、イギリスではCorinthian社によるサッカー選手のフィギュアが人気となった。
人気キャラクターのスペシャルコスチュームやバリエーションフィギュアが次々と販売されるようになるのもこの頃である。『バットマン』は特にバリエーションが多いことで悪名高い（『アークティック・バットマン』『ピラニアブレード・バットマン』『ネオンアーマー・バットマン』など)。新規のキャラクターではなく、バリエーションフィギュアがアクションフィギュアの製造ラインの大部分を占めており、金型自体は古いフィギュアやアクセサリーの物を流用している場合が多かった。暗闇で光る「蓄光フィギュア」なども1990年代初頭の流行で、『悪魔の毒々モンスター 毒々あにめいしょん』や『スワンプシング』などで人気を博した。

### 2000年代以降
コレクター向けの大人向けアクションフィギュアの市場は、マクファーレン・トイズ、パリセイズ、ネカなどの企業によって拡大した。これらのメーカーは、映画キャラクター、ミュージシャン、アスリートなどの非常に精緻なフィギュアを提供している。これらのメーカーのアクションフィギュアは、もはや玩具というよりも、展示されることを意図して販売されている。一方で、『マスターズ・オブ・ユニバース』のリバイバルシリーズ（2002年）や『ジャスティス・リーグ・アンリミテッド』（2004年）などといった子供向けのシリーズも、大人のコレクターの間で人気となっている。映画やアニメの人気キャラクターがフィギュアでも人気となるが、一方でコミックの会社は、映画やアニメに登場したかどうかに関係なく、自社のキャラクターのフィギュアを製造することができる。コミックのフィギュアや商品をほぼ独占的に製造しているメーカーの例としては、マーベル・トイやDCダイレクトなどがある。

## 日本における歴史
日本のホビー業界では、衣装等を樹脂成型･塗装などで表現するものを「フィギュア」、布衣装を着せるものは「ドール」と呼ぶことが多い。
上記定義の交錯、逆転的状況を説明するには男児向け玩具の歴史を振り返る必要がある。

### 1960年代-1980年代
米ハズブロ社よりライセンスを受けたタカラが日本において展開した、アクションフィギュアの元祖である『G.I.ジョー』の12インチサイズ(1/6スケール)のフィギュアが1970年代に人気を失って以降、タカラがそのライセンスを用いて独自展開した『G.I.ジョー』のダウンサイズ版である『ミクロマン』の大ヒットを起点に、縫製衣装を省いた3〜5インチサイズの可動人形が男児向け玩具として一般化することになる。以後、日本ではアクションフィギュアは「玩具」「プラスチック製人形」と呼称され、長らく「子供のオモチャ」とみなされてきた。

### 1990年代
1990年代中ごろ、『スターウォーズ』『スポーン』等の世界的大ヒットにより、日本に『スポーン』をはじめとする米国メーカーのアクションフィギュアが輸入されるようになり、「アメトイ」の名称でホビーショップなどで販売されるようになった。これにより、米国で発展してきた高付加価値フィギュア製品の存在がホビーストの間に認知されるようになり、大人の間でのアメトイブームが起こった。その過程で「アクションフィギュア」という呼称も輸入され、その時点で「アメトイ」ブームの中心であった、縫製衣装の無い3〜5インチサイズの可動人形を指すことで、「フィギュア」と言う呼称が再定義されてしまうことになる。これまでは、日本では極一部の固定ファンのみに支えられていた、『G.I.ジョー』スタイルに倣う“縫製によって衣装を再現した12インチサイズのフィギュア”も、その新たな大人の購買層に向けた新興メーカーがその後に多数参入し、市場が拡大することになるのだが、そのような旧来の製品は、「アメトイ」由来の「フィギュア」と対比される形で、一部のショップでは取り扱い上の都合から“ドール”としてカテゴライズされる現象が生じてしまった。
1964年のG.I.ジョー誕生以前には男児向け玩具に人形の形態は珍しく、特にバービーのスタイルに範をとった、縫製によって衣装を再現するスタイルが、購買層の男児に“女子向け玩具らしさ”ととらえられることをさけるために当時のハズブロのスタッフによって考案されたのが“アクションフィギュア”という呼称であることを踏まえると、皮肉な状況となった。
「アメトイ」「アクションフィギュア」ブームが認知され始めた1997年以降、日本では「フィギュア」市場においてオタク層向けのフィギュアメーカーが多数勃興したことにより（1997年にはコナミがクレーンゲーム向け製品として『ときめきメモリアル』の美少女アクションフィギュアを展開している）、ホビー市場において「ドール」は「フィギュア」と異なる市場を維持することになる。その「ドール」市場の中でも、『G.I.ジョー』の直系の子孫とも言える12インチサイズのミリタリーアクションフィギュアの業界においては、米国の21stセンチェリートイズ社（1997年設立）から始まり、香港の模型会社DRAGON社（1999年参入）等、旧来の『G.I.ジョー』より遥かに高いクオリティのメーカーの新規参入が続き、細部表現の高精細化が急速に進むことで価格も跳ね上がり、やがて“子供向けの玩具”から“大人向けの精密模型”へと市場が移行した。

### 2000年代以降
日本においては2000年代末頃からの円高に押された海外生産移転の波に乗り、人手のかかる彩色工程を中国工場で圧倒的低コストで量産可能になったPVC樹脂成型フィギュアの市場はプチバブル的急成長となり、新規参入メーカーが相次いだ。それまでは主にプラモデルが担ってきたロボット系キャラクターも、リボルテック、ROBOT魂など完成品アクションフィギュア形式での製品化が多く行われるようになる。特に、figmaなどアニメーション調の美少女キャラクターを題材とした製品の成功により、15～20センチの1/12スケール相当がデファクトスタンダード化し、その後の中国工場の賃金上昇による彩色フィギュアの高コスト化に後押しされた派生的ジャンルともいえる美少女キャラクタープラモデルや、リトルアーモリーのように小スケールの武器のみのキット、椅子や机のような情景小物等まで含めた市場を形成するに到っている。

## スケール
アクションフィギュアには定まったスケールがあり、玩具のカテゴリーにおいて一定の互換性を有する。「インチ/フィート」とは「現実の1フィートをフィギュアの縮尺では何インチに換算するか」と言う意味。日本市場では「1インチスケール」「6インチフィギュア」などと言わず、メートル法で「15センチフィギュア」などと言うことも多い。
| 縮尺 | インチ/フィート       | 実際の高さ            | 主な製品 |
| ---- | --------------------- | --------------------- | --- |
| 1/32 | 0.375インチ [9.5 mm]  | 2.125インチ [54 mm]   | |
| 1/30 | 0.4インチ [10.16 mm]  | 2.36インチ [60 mm]    | |
| 1/24 | 0.5インチ [12.7 mm]   | 2.5インチ [63.5 mm]   | ハズブロの「プレイスクール」などで採用 |
| 1/18 | 0.67インチ [16.93 mm] | 3.75インチ [95.25 mm] | ケナーの「スターウォーズ」などで採用 |
| 1/16 | 0.75インチ [19.05 mm] | 4インチ [101.6 mm]    | 動物フィギュアで多い。ハズブロの「G.I.ジョー」シリーズの乗り物はこのサイズを採用。                                                                         |
| 1/15 | 0.8インチ [20.32 mm]  | 5インチ [127 mm]      | バンダイの「パワーレンジャー」シリーズなどで採用 |
| 1/12 | 1インチ [25.40 mm]    | 6インチ [152.4 mm]    | 鉄道模型やドールハウスでは定番の、いわゆる「1インチスケール」。このサイズを採用したアクションフィギュアは多い。                                            |
| 1/10 | 1.2インチ [30.48 mm]  | 7インチ [177.8 mm]    | マテルの「Masters of the Universe」、DC UniverseやNECAなどが採用。                                                                                         |
| 1/9  | 1.33インチ [33.87 mm] | 8インチ [203.2 mm]    | Megoの「World's Greatest Super Heroes」などが採用。 |
| 1/6  | 2インチ [50.80 mm]    | 12インチ [304.8 mm]   | ハズブロの初代G.I.ジョーをはじめ、多くのフィギュアがこのサイズ。「ファッションドール」のカテゴリーでは、マテルのバービー、ボークスのドルフィーなどが採用。 |
| 1/4  | 3インチ [76.20 mm]    | 18インチ [457 mm]     | |
| 1/3  | 4インチ [101.60 mm]   | 24インチ [609.6 mm]   | ボークスのスーパードルフィーなど |

## その他
- アクションフィギュアなどを生きているかのように撮影した写真作品のことをオモ写と呼ぶ。

## 主な企業
狭義のアクションフィギュアを製造する主要企業一覧。
- ace（香港）
- BBI（BLUE BOX）（香港）
- DiD（香港）
- DRAGON MODELS（香港）
- ENTERBAY（香港）
- Hasbro（アメリカ）
- HOT TOYS（香港）
- IN THE PAST TOYS（アメリカ）
- Sideshow Collectibles（アメリカ）
- 3R（香港）
- TOY SOLDIER（香港）
- 21st century toys（アメリカ）
- メディコムトイ（日本）
- タカラトミー（日本）
- EVOLUTION・TOY（日本）

## 主なシリーズ商品
同じシリーズ内で部品の組み替えが可能なシリーズには★印を付けた。
- ハズブロ（アメリカ）　G.I.ジョー
- ★ハズブロ（アメリカ）　Xevoz
- ★コナミ　MMS（武装神姫等）
- コナミ　Get Ride! アムドライバー
- メガハウス　パームアクション
- メガハウス　アクションワークス
- メガハウス　デスクトップアーミー
- メガハウス　ヴァリアブルアクション、ヴァリアブルアクションHi-SPEC、ヴァリアブルアクションHeros、アクティビルダー
- 浪漫堂　Gマッスル
- 浪漫堂　アクションストーン
- シーエムズコーポレーション　グッとくるフィギュアコレクション
- シーエムズコーポレーション　BRAVE合金
- アルカディア　C:MO
- アルカディア　AA合金
- ★STiKFAS（シンガポール）　スティックファス
- ★海洋堂　リボルテック
- ★マックスファクトリー　figma、MAX合金
- グッドスマイルカンパニー　actsta、THE合体、サイクリオン
- ★ボークス　カスタマイズフィギュア、かすたまP
- ★アトリエ彩　デュエルメイド
- やまと　群雄
- コトブキヤ　S.U.G.O.I アクションフィギュア、DECOCTION MODELS
- SQUARE ENIX　PLAY ARTS
- メディコムトイ　Real Action Heroes
- リキッドストーン　可動素体
- PLANET TOYS　グラップラー刃牙
- HLプロダクト　Capcom vs SNK 2 - Action Figures Series
- タカトク　ガッシン
- ENTERBAY 1/6スケールリアルマスターピースコレクティブルフィギュア
- ★アオシマ mobip
- ★グリフォンエンタープライズ フィぎゅっと！
- AWAKEN STUDIO（香港） POSE+ METAL、POSE+ METAL HEAT
- ACTION TOYS（香港）　アクション合金、MINI ACTION FIGURE
- threezero（香港）　PREMIUM、DLX、MDLX、フィグゼロ、フィグゼロS、ロボ道、threezeroX、SiXTH
- 閃点模玩（中国）
- 禮嘉玩具 FLAMETOYS（中国）　鉄機巧、人機巧、合!機巧、風雷可動、風雷模型

### 千値練
- RIOBOT
- METAMOR-FORCE
- SVアクション
- 超弾可動
- ファイティングアーマー

### EVOLUTION・TOY
- GRAND ACTION BIGSIZE MODEL
- ダイナマイトアクション
- ヒーローアクションフィギュア、ヒーローアクションフィギュアMINI
- モンスターアクションフィギュア
- 可変シリーズ
- メタル・アクション
- ヒーローフィギュア
- ふるプニっ!フィギュア
- プチぷりちぃーフィギュア

### タカラ、タカラトミー
- 変身サイボーグ
- ★ミクロマン
- トランスフォーマー
- ダイアクロン
- ★アクションヒーロープロ
- スーパードール★リカちゃん
- ジョイントモデル
- クールガール
- デュアルモデル
- アクティックギア
- 鋼鉄機神 アダマスマキナ
- TOYRISE
- SYNERGENEX
- ALTERED NANO

### バンダイ
- ジョイントモデル
- スパイラルゾーン
- ハイコンプリートモデル、ハイコンプリートモデルプログレッシブ、スーパーハイコンプリートモデルプログレッシブ
- MOBILE SUIT IN ACTION!!、IN ACTION!! OFF SHOOT、ROBOT魂、超合金、METAL BUILD、ネクスエッジスタイル、魂SPEC
- HI-METAL
- 超進化シリーズ
- GUNDAM FIX FIGURATION、ZEONOGRAPHY
- 超戦士大全、超戦士大全改、新超戦士大全、ハイブリッドアクション超龍伝
- イクイップ&プロップ、衝撃可動、魔戒可動
- 聖闘士聖衣神話、D.D.PANORAMATION
- S.I.C.、S.I.C. 極魂、MOVIE REALIZATION、MANGA REALIZATION、名将MOVIE REALIZATION、名将MANGA REALIZATION、ロードオブバイストンウェル
- アーマープラス、アーマープラスSG
- アーマーガールズプロジェクト
- 装着変身、S.H.Figuarts、ULTRA-ACT、S.H.MonsterArts、D-Arts
- 12”PM
- 可動超造形魂、Motion Revive Series、SO-DO、掌動、勇動、超動、ウルトラアクションフィギュア、アクションヒーロー、機動戦士ガンダム Gフレーム、EVA-FRAME
- ソフビ魂
- TWIST ACTION FORM
- Human size
- ★ベータミゼット - ウェイバックマシン（2013年5月8日アーカイブ分）
- ★バンダイ ベンダー事業部　Q-JOY
- COMPOSITE Ver.Ka